# Heidesheim am Rhein
Heidesheim am Rhein település Németországban, Rajna-vidék-Pfalz tartományban. Lakosainak száma 7534 fő (2017. december 31.).

## Népesség
A település népességének változása:

| 1975 | 5 960 |
| 2017 | 7 534 |